# Fora de joc
|  | Per a altres significats, vegeu «Fora de Joc (documental)». |

El fora de joc, o orsai, és una norma que aplicada al futbol i s'ha establert segons les normes de la FIFA. L'aplicació de la regla de fora de joc es divideix en tres passos: posició de fora de joc, infracció de fora de joc i sanció.

## Posició de fora de joc

El davanter blau de l'esquerra està en posició de fora de joc ja que està per davant del penúltim defensor (marcat per la línia de punts) i de la pilota, però per marcar la infracció ha d'estar participant activament en la jugada.

Un jugador està en posició de fora de joc si està "més prop de la línia de meta contrària que la pilota i el penúltim adversari", tret que es trobi dintre del seu propi camp. Un jugador que estigui en línia amb el penúltim contrincant no es considera fora de joc. Cal adonar-se que els dos contrincants poden ser el porter i altre jugador de camp, o dos jugadors de camp. També ha de remarcar-se que la posició de fora de joc es determina en el moment en el qual la pilota és colpejada o jugada per un company d'equip — la posició de fora de joc d'un jugador no es veurà alterada pel moviment posterior dels companys d'equip o dels adversaris. És important denotar que situar-se en situació de fora de joc no és, en si, una infracció.

## Infracció de fora de joc
Un jugador en posició de fora de joc només comet l'esmentada infracció si, en l'instant en què el jugador colpeja o és jugat per algú del seu equip ell està, segons l'àrbitre, involucrat en la jugada ja sigui: interferint el joc o a un contrari, o tractant de treure avantatge d'aquesta posició.
Determinar si un jugador està involucrat en una jugada pot ser complex. Un jugador no comet una infracció de fora de joc si rep la pilota directament d'un servei de banda, de porta o de córner. Tampoc es comet infracció de fora de joc si el jugador colpeja o juga una pilota que ha estat tocada en última instància per un jugador de l'equip contrari (si el toc fou intencionat). La FIFA va publicar uns nous consells per a interpretar la regla de fora de joc, que busca definir precisament els següents tres casos : 
- Interferir el joc significa jugar o colpejar la pilota passada o tocada per un company d'equip.[3]
- Interferir a un contrari significa evitar que un contrari colpegi o pugui jugar una pilota obstruint clarament la seva línia de visió o els seus moviments, o fent un gest o moviment que, segons l'àrbitre, cridi l'atenció o distregui al contrari.
- Treure avantatge de la situació de fora de joc significa jugar una pilota que rebota contra el pal, o jugar una pilota que rebota contra un contrari, estant el jugador atacant en situació de fora de joc. A la pràctica, un jugador en posició de fora de joc pot ser penalitzat abans de jugar o tocar la pilota si, segons l'àrbitre, el jugador en qüestió, estant en la posició antireglamentària, realitza algun moviment o acció per interceptar o jugar la pilota. La interpretació de l'àrbitre d'aquestes noves definicions encara és objecte de controvèrsia, sobretot en la definició de quins moviments pot realitzar un jugador en situació de fora de joc perquè no pugui jutjar-se que interfereix amb un contrari.

## Sanció
La sanció d'una infracció de fora de joc és un lliure indirecte per a l'equip contrari, en el punt en el qual es va cometre la infracció. Alguns àrbitres, a discreció, permeten que el joc continuï si l'equip contrari ja té l'avantatge o la pilota, concedint així el que s'anomena com Llei de l'avantatge i agilitzant el joc.

## Arbitratge
Per a l'aplicació d'aquesta regla, l'àrbitre depèn en gran manera del seu àrbitre assistent o jutge de línia, que normalment se situa paral·lelament amb el penúltim defensor de la part del camp que es troba (les tècniques exactes de posicionament són més complexes). La tasca dels àrbitres assistents respecte als fora de joc poden ser difícils, ja que han d'estar atents als atacs i als contraatacs, considerar quins jugadors es troben en posició de fora de joc cada vegada que es jugui la pilota (sovint des de l'altre extrem del camp), i determinar si els jugadors situats en fora de joc estan involucrats en la jugada. El risc d'error d'arbitratge s'amplifica per l'efecte de la perspectiva, que es fa present quan la distància entre el jugador atacant i l'àrbitre assistent és significativament diferent de la distància al jugador defensor, i l'àrbitre assistent no està en línia amb aquest últim. La dificultat de detectar un fora de joc és, sovint, infravalorada pels espectadors. Tractar de determinar si un jugador està en línia amb un adversari en el moment en el qual es colpeja la pilota no és fàcil: si un atacant i un defensor corren en direccions contràries, poden allunyar-se dos metres en una desena de segon.

## Tàctica del fora de joc
La tàctica del fora de joc, o reducció d'espais, és una tàctica defensiva. Quan un jugador atacant està avançant pel camp i un company d'equip està llest per a enviar-li la pilota, els defensors s'avançaran sincronitzadament de manera que l'atacant estigui situat darrere d'ells en el moment en el qual la pilota es copegi, fent que l'atacant es col·loqui en posició de fora de joc en el moment de la passada. Els defensors que empren aquesta tàctica sovint intenten atreure l'atenció de l'àrbitre assistent cap a la possible posició de fora de joc de l'atacant, ja sigui xisclant o aixecant el braç. Se sol dir que l'ús d'aquesta tàctica fomenta un futbol avorrit. No obstant això, pot ser una estratègia arriscada, ja que els defensors han d'avançar junts, en cas contrari els jugadors atacants no es trobaran en posició de fora de joc; si la tàctica falla, els jugadors atacants tindran un camí gairebé buit cap a la porteria. Els canvis de reglament del 2003 han fet que aquesta tàctica sigui més perillosa. Un dels defenses més coneguts que va emprar aquesta tàctica va ser Billy McCracken del Newcastle United. Es creu que la seva tàctica de joc va obligar els responsables a modificar les normes en 1925, reduint el nombre de defensors necessaris entre l'atacant i la línia de fons de tres a dos. Recentment, la tàctica de la reducció d'espais s'ha tornat fins i tot més arriscada amb la interpretació del 2003, ja que una situació passiva en fora de joc no es penalitza. D'aquesta manera, els equips que portin a terme aquesta tàctica poden fallar si el jugador en fora de joc no està involucrat en el joc actiu.